# العلاقات الليختنشتانية الموريشيوسية
العلاقات الليختنشتانية الموريشيوسية هي العلاقات الثنائية التي تجمع بين ليختنشتاين وموريشيوس.

## مقارنة بين البلدين
هذه مقارنة عامة ومرجعية للدولتين:
| وجه المقارنة                                              | ليختنشتاين                                 | موريشيوس                 |
| --------------------------------------------------------- | ------------------------------------------ | ------------------------ |
| المساحة (كم2)                                             | 16                                         | 2.04 ألف                 |
| عدد السكان (نسمة)                                         | 37.47 ألف                                  | 1.26 مليون               |
| الكثافة السكانية (ن./كم²)                                 | 234.19 ألف                                 | 617.65                   |
| العاصمة                                                   | فادوتس                                     | بورت لويس                |
| اللغة الرسمية                                             | اللغة الألمانية                            | لغة إنجليزية، لغة فرنسية |
| العملة                                                    | فرنك سويسري                                | روبي موريشي              |
| الناتج المحلي الإجمالي (بليون دولار)                      | 6.29 مليار                                 | 13.34 مليار              |
| الناتج المحلي الإجمالي (تعادل القوة الشرائية) بليون دولار |                                            | 25.36 مليار              |
| الناتج المحلي الإجمالي الاسمي للفرد دولار أمريكي          |                                            | 9.25 ألف                 |
| الناتج المحلي الإجمالي للفرد دولار أمريكي                 |                                            | 18.59 ألف                |
| مؤشر التنمية البشرية                                      | 0.908                                      | 0.777                    |
| رمز المكالمات الدولي                                      | +423                                       | +230                     |
| رمز الإنترنت                                              | .li                                        | .mu                      |
| المنطقة الزمنية                                           | توقيت وسط أوروبا، ت ع م+01:00، ت ع م+02:00 | ت ع م+04:00              |

## منظمات دولية مشتركة
يشترك البلدان في عضوية مجموعة من المنظمات الدولية، منها:
| علم المنظمة | اسم المنظمة                   | تاريخ انضمام ليختنشتاين | تاريخ انضمام موريشيوس |
| ----------- | ----------------------------- | ----------------------- | --------------------- |
|             | الاتحاد البريدي العالمي       | ?                       | ?                     |
|             | الاتحاد الدولي للاتصالات      | 25 يوليو 1963           | 30 أغسطس 1969         |
|             | منظمة حظر الأسلحة الكيميائية  | ?                       | ?                     |
|             | منظمة التجارة العالمية        | ?                       | ?                     |
|             | منظمة الشرطة الجنائية الدولية | ?                       | ?                     |
|             | الأمم المتحدة                 | 18 سبتمبر 1990          | 24 أبريل 1968         |